# Alfabetisk lista över svenska kungligheter

Sveriges stora riksvapen

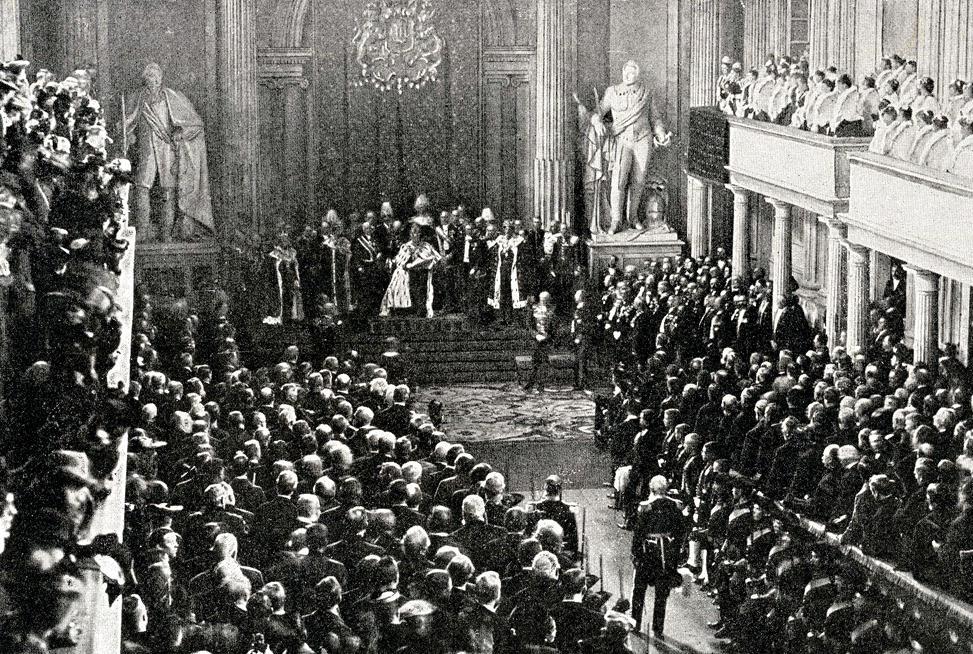
Riksdag och åhörare är inbjudna 1898 till Stockholms slott för den sedvanliga öppningshögtiden i Rikssalen och tal av kung Oskar II med kungakronan på huvudet och sittande på silvertronen från 1650. Prinsarna bär sina mindre kronor. Drottning Sofia och övriga kungliga damer syns uppe på den s.k. Drottningläktaren, balkongen framme till höger. Ceremonien avskaffades 1974.

I denna lista är svenska kungliga personer från och med den förste historiskt säkre kungen Erik Segersälls regering i slutet av 900-talet inkluderade, inklusive de kungliga ingifta. Alfabetiseringen sker på officiella förnamnet, ställning, årtal och eventuella regentnummer, med alla andra förnamn, tillnamn, områden, patronymika och ättenamn obeaktade. De namn som, med början under 1900-talet, har registrerats enligt lag med viss stavning anges så, men sorteras under gängse standard, såsom Carl under Karl, Christina under Kristina.
Kungar sorteras för sig, prinsar för sig och så vidare, och ord som prins och prinsessa används i en vidare betydelse för kungabarnen och även för andra som kan anses ha tillhört kungafamiljerna, utan hänsyn tagen till officiella titlar under äldre tidevarv. Hertigtitlar har satts ut bara där det hjälper med identifikationen.
Några personer med utländska titlar har länge vistats i Sverige som medlemmar av kungahuset utan att ha svenska titlar, varav tre också fick sina gravar i landet: den danska änkedrottningen Mechtild av Holstein, Gustav Vasas dotterson Gustav av Sachsen-Engern-Westfalen och Gustav II Adolfs moster Agnes av Holstein-Gottorp. Dessa är emellertid exkluderade i den här listan.
Barn som avled innan deras far blev kunglig i Sverige genom tillträde på den svenska tronen, såsom några av Kristian I:s, eller som föddes efter en kunglig faders frånträde från tronen, såsom två av Erik XIV:s, har i regel också uteslutits. Till detta har några undantag gjorts för vissa mer historiskt intressanta pretendenter.
Ett fåtal olänkade namnhänvisningar anges också där detta ansetts nödvändigt.

## A
- Adolf Fredrik, kung 1751, född tysk furste (Holstein-Gottorp) i ätten Oldenburg
- Adolf Johan av Pfalz-Zweibrücken, prins 1654 som bror till kung Karl X Gustav, hertig av Stegeborg
- Adrienne, prinsessa 2018 dotter till prinsessan Madeleine
- Agnes Birgersdotter, prinsessa c. 1304 dotter till kung Birger Magnusson
- Albrekt av Mecklenburg, kung 1364, född tysk furste (Mecklenburg) i Nikolanska ätten
- Alexander, prins 2016 son till prins Carl Philip
- Alf, son till Johan Sverkersson den äldre (begravd i Vreta klosters kyrka enligt 1700-talskälla)
- Amalia av Vasa, prinsessa 1805 dotter till kung Gustav IV Adolf
- Anna av Österrike, drottninggemål 1592 till kung Sigismund, även polsk drottning, född kejserlig prinsessa av Österrike i ätten Habsburg
- Anna Maria Vasa, prinsessa 1545 dotter till kung Gustav I, gift pfalzgrevinna av grevskapet Veldenz.
- Anna Vasa, prinsessa 1568 dotter till kung Johan III
- Anna Maria, prinsessa 1593-1600 dotter till kung Sigismund, även polsk
- Anund Jakob, kung 1022
- Anund Gårdske, kung c. 1070
- Anund (Emund? Ingvar?), prins död c. 1056 son till kung Emund den gamle[1]
- Astrid Olofsdotter, furstinna c. 1015 som dotter till kung Olof Skötkonung, gift drottning av Norge
- Astrid, prinsessa 1905 dotter till prins Carl, gift drottning av Belgien
- August, prins 1831 son till kung Oskar I, även norsk prins

## B
- Beatrix av Bayern, drottninggemål 1357 till kung Erik Magnusson, född kejserlig prinsessa av Bayern i ätten Wittelsbach
- Bengt Birgersson, prins 1254 de facto som son till prinsessan Ingeborg Eriksdotter och Birger jarl, biskop och hertig av Finland
- Benedikta Ebbesdotter, drottninggemål 1196 till kung Sverker den yngre, född i den danska adelsätten Hvide, även Benedikta och Bengta
- Bertil, prins 1912 son till kung Gustaf VI Adolf
- Birger Magnusson, kung 1290
- Birger jarl, prinsgemål c. 1236 de facto och hertig, gift med prinsessan Ingeborg Eriksdotter
- Birgitta Haraldsdotter, drottninggemål 1160 till kung Magnus Henriksson, född norsk furstinna, även kallad Brigida
- Birgitta Karlsdotter (Bonde), prinsessa 1448 dotter till kung Karl Knutsson (Bonde), nunna
- Birgitta, prinsessa 1937, syster till kung Carl XVI Gustaf, gift prinsessa av Hohenzollern
- Björn, se Styrbjörn
- Blanka av Namur, drottninggemål 1335 till kung Magnus Eriksson, även norsk drottning, född furstinna av Namur i ätten Dampierre sur l’Aube, även Blanche
- Blot-Sven, se: Sven
- Bogislav, tronföljare utsedd c. 1416 av kusinen Erik av Pommern (tillträdde aldrig)
- Burislev, kung c. 1167; son till antingen Sverker den äldre eller Johan Sverkersson; möjligen är det fråga om två olika personer

## C
- Carl: se under Karl
- Catharina: se under Katarina
- Carola, se: Karolina
- Cecilia, se även: Kvinna av okänt namn c. 1169
- Cecilia Vasa, prinsessa 1540 dotter till kung Gustav I, gift furstinna av Baden
- Cecilia av Sverige, prinsessa 1807 dotter till kung Gustav IV Adolf, gift furstinna av Oldenburg
- Charlotta av Oldenburg, drottninggemål 1809 till kung Karl XIII, även norsk drottning, född furstinna av Oldenburg, författarnamn Hedvig Elisabet Charlotta
- Christina: se under Kristina

## D
- Daniel, prins och kronprinsessgemål 2010 till kronprinsessan Victoria, född i en svensk släkt Westling
- Desideria, drottninggemål 1818 till kung Karl XIV Johan, även norsk drottning, bytte namn från Désirée, född i den sydfranska släkten Clary
- Désirée, prinsessa 1938, syster till kung Carl XVI Gustaf, gift Silfverschiöld
- Dorotea, se även Fredrika, drottning
- Dorotea av Brandenburg, drottninggemål 1445 och 1457 till kungarna Kristoffer och Kristian I, även dansk och norsk drottning, född furstinna av Brandenburg i ätten Hohenzollern
- Dorotea av Oldenburg, prinsessa 1520 dotter till kung Kristian II, även dansk och norsk prinsessa, gift furstinna av Pfalz

## E
- Emund den gamle, kung c. 1051
- Emund Eriksson d y, prins 970-talet (död ung), son till kung Erik Segersäll[2]
- Eleonora Katarina av Pfalz, prinsessa 1654 som syster till kung Karl X Gustav, gift furstinna av Hessen-Eschwege
- Elisabet, se även Elsa och Isabella
- Elisabet av Österrike, drottninggemål 1520 till kung Kristian II, även dansk & norsk, född kejserlig prinsessa av Österrike i ätten Habsburg, även Isabella
- Elisabet av Oldenburg, prinsessa 1497 dotter till kung Hans, även dansk och norsk prinsessa, gift furstinna av Brandenburg
- Elisabet Vasa, prinsessa 1549 dotter till kung Gustav I, gift furstinna av Mecklenburg
- Elisabet Sabina, prinsessa 1582-1585 dotter till kung Karl IX
- Elsa Beata Persdotter Brahe, prinsessa 1651 som gemål till hertig Adolf Johan av Pfalz-Zweibrücken, född i adelsätten Brahe
- Erik Segersäll, kung c. 970, även kortvarigt dansk kung
- Erik och Erik, två tronpretendenter, båda döda 1067
- Erik den helige, kung 1156, har kallats Erik IX
- Erik Knutsson, kung 1208, även kallad Erik som överlevde eller Erik X
- Erik Eriksson, kung 1222 och 1234, även kallad Erik läspe och halte, eller Erik XI
- Erik Magnusson, kung 1357, har kallats Erik XII
- Erik av Pommern, kung 1396 och 1435, även dansk och norsk, född furste av Pommern i ätten Grip, bytte namn från Bogislev, har kallats Erik XIII
- Erik XIV, kung 1560
- Erik Filipsson, prins c. 1172 son till Filip Eriksson (kung Erik den heliges son) och farfar till kung Knut Långe
- Erik Birgersson, prins 1251 de facto som son till prinsessan Ingeborg Eriksdotter och Birger jarl, hertig av Svealand m. m.
- Erik Valdemarsson, prins c. 1260 (död som liten) son till kung Valdemar Birgersson
- Erik Valdemarsson, prins 1272 son och tronföljare till kung Valdemar Birgersson, riksråd
- Erik Magnusson, prins 1277 (död som liten) son till kung Magnus Ladulås
- Erik Magnusson, prins 1282 son till kung Magnus Ladulås, hertig av Södermanland etc.
- Erik Birgersson, prins c. 1302 son till kung Birger Magnusson
- Erik Valdemarsson, prins c. 1316 son till hertig Valdemar Magnusson av Finland etc
- Erik Eriksson, prins f. & d. 1359 son till kung Erik Magnusson
- Erik Albrektsson, prins 1368 son och tronföljare till svenske kungen Albrekt av Mecklenburg och härskare på Gotland
- Erik Eriksson, prins c. 1410 (död ung) son till svenske kungen Erik av Pommern, även dansk och norsk prins, möjligen född senare och då endast pommersk prins
- Erik, prins 1889 son till kung Gustaf V
- Estelle, prinsessa 2012 dotter till kronprinsessan Victoria
- Estrid av obotriterna, drottninggemål c. 1004 till kung Olof Skötkonung, född obotritisk furstinna i den tidiga Nikolanska ätten
- Eufemia Eriksdotter, prinsessa 1317, syster till kung Magnus Eriksson, gift furstinna av Mecklenburg
- Eugen, prins 1865 son till kung Oskar II, även norsk prins, konstnärsnamn Prins Eugen
- Eugenia, prinsessa 1830 dotter till kung Oskar I, även norsk prinsessa, även kallad Eugénie

## F
- Filip, kung död 1118
- Filip Eriksson (erikska ätten), prins död efter 1200 son till kung Erik den helige[3]
- Filip Knutsson, prins död 1251 son till kung Knut Långe
- Filippa av England, drottninggemål 1406 till svenske kungen Erik av Pommern, även dansk och norsk drottning, född prinsessa av England i ätten Angevin-Lancaster
- Flickebarn av okända namn, prinsessor 1300-talet (döda unga), 4 döttrar till kung Magnus Eriksson (2-3 av dem begravda i Ås kloster[4])
- Flickebarn av okänt namn, prinsessa 1621 (död späd) dotter till kung Gustav II Adolf
- Frans av Danmark, prins 1497 (d. 1511) son till kung Hans, även dansk och norsk prins
- Fredrik I, kung 1720, född tysk furste (Hessen-Kassel) i ätten Brabant, även regerande hessisk lantgreve
- Fredrik, prins f. & d. 1685, son till kung Karl XI
- Fredrik Adolf, prins 1750 son till kung Adolf Fredrik
- Fredrika av Baden, drottninggemål 1797 till kung Gustav IV Adolf, född prinsessa av Baden i ätten Zähringen, även Fredrika Dorotea Vilhelmina

## G
- Gabriel, prins 2017 son till prins Carl Philip
- Gossebarn av okänt namn, prins c. 1308 (död späd) son till kung Birger Magnusson
- Gossebarn av okänt namn, prins c. 1450 (död späd) son till kung Karl Knutsson (Bonde)
- Gossebarn av okänt namn, prins 1625 (död späd) son till kung Gustav II Adolf
- Gunhild, drottninggemål c. 980 till kung Erik Segersäll (Swiatoslawa ? Sigrid Storråda?), född polsk furstinna i ätten Piast
- Gunhild, drottninggemål c. 1028 till kung Anund Jakob[5], född norsk stormannadotter i ätten Ladejarl
- Gunhild Anundsdotter, prinsessa c. 1030 dotter till kung Anund Jakob, gift drottning av Danmark, även kallad Gyda
- Gunilla Johansdotter, drottninggemål 1585 till kung Johan III, född i adelsätten Bielke
- Gustaf, se nedan under Gustav
- Gustav Vasa, kung 1523, även kallad Gustav I
- Gustav II Adolf, kung 1611, även kallad Gustav Adolf den store
- Gustav III, kung 1771
- Gustav IV Adolf, kung 1792
- Gustaf V, kung 1907
- Gustaf VI Adolf, kung 1950
- Gustav Eriksson Vasa, prins 1568 och tronföljare, son till kung Erik XIV
- Gustav, prins 1587 (död späd) son till kung Karl IX
- Gustav Adolf, potentiell prins 1652 (död samma år), son till Adolf Johan (av vissa betraktad som svensk prins redan då)
- Gustav, prins 1683-1685 son till kung Karl XI
- Gustav Gustavsson av Wasa, prins 1799 och tronföljare, son till kung Gustav IV Adolf; prins av Vasa (hederstitel)
- Gustav, prins 1827, även norsk prins, son till kung Oskar I, kompositörsnamn Prins Gustaf
- Gustaf Adolf, prins 1906 son till kung Gustaf VI Adolf
- Gyda, se: Gunhild c. 1030

## H
- Halsten, kung c. 1070, även Hallsten
- Hans, kung 1497, även dansk och norsk kung, känd även som Johan II
- Hans, prins 1520 och tronföljare, son till kung Kristian II, även dansk och norsk prins och ibland kallad Johan
- Hedvig Eleonora, drottninggemål 1654 till kung Karl X Gustav, född prinsessa av Holstein-Gottorp i ätten Oldenburg
- Hedvig Elisabet Charlotta, se: Charlotta, drottning
- Hedvig Sofia, prinsessa 1681 dotter till kung Karl XI, gift furstinna av Holstein-Gottorp
- Helena, drottninggemål c. 1082 till kung Inge den äldre, även kallad Maer (mö), osäker härstamning
- Helena Pedersdotter Strange, drottninggemål 1229 till kung Knut Långe, född i den danska adelsätten Ulfeldt (Strange)
- Helena av Sverige (dansk drottning), prinsessa c. 1135, gift drottning av Danmark
- Helena Sverkersdotter, prinsessa c. 1196 dotter till kung Sverker den yngre, ingift i den tidiga Bjälboätten
- Helvig, drottninggemål 1276 till kung Magnus Ladulås, född furstinna av Holstein i ätten Schaumburg
- Holmfrid Eriksdotter, prinsessa c. 975 dotter (troligen) till kung Erik Segersäll[6]
- Holmger Filipsson, prins c. 1190 sonsons son till kung Erik den helige och far till kung Knut Långe[7]
- Holmger Knutsson, prins död 1248 son och tronföljare till kung Knut Långe
- Håkan Röde, kung c. 1075
- Håkan Magnusson, kung 1362, även norsk kung som Håkon VI

## I
- Iacobus, se: Jakob
- Ines, prinsessa 2025, dotter till prins Carl Philip
- Ingamoder, se: Kvinna av okänt namn 1061
- Inge den äldre, kung 1079
- Inge den yngre, kung 1118
- Ingeborg Eriksdotter, prinsessa c. 1212 dotter till kung Erik Knutsson, gift med Birger jarl, stammoder
- Ingeborg Birgersdotter, prinsessa c. 1253 de facto som dotter till prinsessan Ingeborg Eriksdotter och Birger jarl, gift furstinna av Sachsen-Lauenburg
- Ingeborg Valdemarsdotter, prinsessa c. 1263 dotter till kung Valdemar Birgersson, gift furstinna av Holstein-Plön
- Ingeborg Magnusdotter, prinsessa c. 1279 dotter till kung Magnus Ladulås, gift drottning av Danmark
- Ingeborg Håkansdotter, prinsessa 1312, gift med hertig Erik Magnusson, född prinsessa av Norge, hertiginna och riksråd
- Ingeborg Eriksdotter, prinsessa 1312, gift med hertig Valdemar Magnusson, född prinsessa av Norge
- Ingeborg Knutsdotter, prinsessa 1319 de facto som gift med prins Erik Valdemarsson, född i Aspenäsätten
- Ingeborg, prinsessa 1897, gift med prins Carl, även norsk prinsessa, född prinsessa av Danmark
- Ingegerd Haraldsdotter, drottninggemål c. 1112 till kung Filip, född prinsessa av Norge
- Ingegerd Birgersdotter, drottninggemål 1200 till kung Sverker den yngre, född i den tidiga Bjälboätten
- Ingegerd Olofsdotter, prinsessa c. 1005 dotter till kung Olof Skötkonung, gift storfurstinna av Kiev
- Ingegerd Sverkersdotter, prinsessa död 1204 dotter till kung Sverker den äldre[8], abbedissa
- Ingrid Ragnvaldsdotter, prinsessa c. 1105 dotter till prins (eller kung) Ragvald Ingesson, gift drottning av Norge
- Ingrid Sverkersdotter, prinsessa c. 1205 dotter till kung Sverker den yngre[9], abbedissa
- Ingrid, prinsessa 1910 dotter till kung Gustaf VI Adolf, gift drottning av Danmark
- Isabella Johansdotter, prinsessa 1564-1566, dotter till kung Johan III, även kallad Elisabet

## J
- Jakob, prins 1497 son till kung Hans, även dansk och norsk prins, kallad Iacobus de Dacia
- Joar Knutsson prins död 1205 son till kung Knut Eriksson
- Johan, se även: Hans
- Johan Sverkersson, kung 1216
- Johan II, kung 1497, oftast kallad Hans
- Johan III, kung 1569
- Johan Sverkersson, son till kung Sverker den äldre, kallad Jon
- Johan Knutsson, prins död 1205 son till kung Knut Eriksson, kallad Jon
- Johan, prins 1589 son till kung Johan III
- Johan Kasimir, prins (pretendent) 1607-1608 son till kung Sigismund, även polsk prins
- Johan II Kasimir, prins (pretendent) 1609 son till kung Sigismund och polsk kung
- Johan Albert Vasa, prins (pretendent) 1612 son till kung Sigismund, även polsk prins, biskop
- Johan Kasimir av Pfalz-Zweibrücken, prinsgemål de facto 1615, gift med prinsessan Katarina, född tysk furste i ätten Wittelsbach
- Jon, se: Johan
- Josefina av Leuchtenberg, drottninggemål 1844 till kung Oskar I, även norsk, född prinsessa av Leuchtenberg i ätten Beauharnais
- Julian, prins 2021 och son till prins Carl Philip

## K
- Karin Månsdotter, drottninggemål 1568 till kung Erik XIV, drottningnamn Katarina
- Karl Sverkersson, kung 1161, har kallats Karl VII (retroaktiv numrering från Karl IX), var den förste svenske kungen med namnet Karl
- Karl Knutsson (Bonde), kung 1448, 1464 och 1467, har kallats Karl VIII (genom retroaktiv numrering från Karl IX), kallade sig Karl II av Sverige, även norsk kung som Karl I, född i adelsätten Bonde
- Karl III-VIII: oegentlig numrering av svenska kungar, se: Karl IX (nedan)
- Karl IX, kung 1604 (antog sitt regentnummer på basis av Johannes Magnus i stora delar uppdiktade historia)
- Karl X Gustav, kung 1654, född tysk furste (Pfalz-Zweibrücken) i ätten Wittelsbach
- Karl XI, kung 1660
- Karl XII, kung 1697
- Karl XIII, kung 1809, även norsk kung som Karl II
- Karl XIV Johan, kung 1818, även norsk kung som Karl III Johan, född i den béarnesiska släkten Bernadotte
- Karl XV, kung 1859, även norsk kung som Karl IV
- Carl XVI Gustaf, kung från 1973
- Karl Sverkersson d y, prins död 1198 son till kung Sverker den yngre
- Karl Karlsson (Bonde), prins 1470 och tronföljare, son till kung Karl Knutsson (Bonde)
- Karl, prins född och död 1544, son till kung Gustav I
- Karl Filip, prins 1601, son till kung Karl IX
- Karl Gustav, prins 1686-1687 son till kung Karl XI
- Karl Fredrik av Holstein-Gottorp, svensk prins eller tronpretendent 1700
- Karl Gustav (1782), prins 1782-1783 son till kung Gustav III
- Karl Adolf, prins född och död 1798 son till kung Karl XIII
- Karl Gustav (1802), prins 1802-1805 son till kung Gustav IV Adolf
- Karl August, kronprins 1810, adopterad son till kung Karl XIII, född Kristian August av Slesvig-Holstein-Sönderborg-Augustenborg
- Karl Oskar, prins 1852-1854, även norsk prins, son till kung Karl XV
- Carl, prins 1861, även norsk prins, son till kung Oskar II
- Carl, prins 1911 son till prins Carl
- Carl Johan, prins 1916 son till kung Gustaf VI Adolf
- Carl Philip, prins 1979 son till kung Carl XVI Gustaf
- Karolina, drottning, se: Charlotta, drottning
- Carola Vasa, prinsessa av Vasa 1833 och sondotter till kung Gustav IV Adolf, gift drottning av Sachsen
- Katarina, se även Karin samt Rikardis Katarina
- Katarina Sunesdotter, drottninggemål 1244 till kung Erik Eriksson (kung), född i Bjälboätten
- Katarina Karlsdotter, drottninggemål 1448 till kung Karl Knutsson (Bonde), även norsk drottning, född i adelsätten Gumsehuvud
- Katarina, drottninggemål 1531 till kung Gustav I, född furstinna av Sachsen-Lauenburg i ätten Askanien
- Katarina, drottninggemål 1552 till kung Gustav I, född i adelsätten Stenbock
- Katarina Jagellonica, drottninggemål 1569 till kung Johan III, född prinsessa av Polen i ätten Jagiello
- Katarina Ingesdotter, prinsessa c. 1105 dotter till kung Inge den äldre, gift prinsessa av Danmark
- Katarina Eriksdotter, prinsessa c. 1155 dotter till kung Erik den helige, ingift i den tidiga Bjälboätten
- Katarina, prinsessa c. 1215 dotter till kung Erik Knutsson, gift med två svenska stormän
- Katarina Birgersdotter, prinsessa c. 1245 de facto som dotter till prinsessan Ingeborg Eriksdotter och Birger jarl, gift furstinna av Anhalt
- Katarina Valdemarsdotter, prinsessa död 1283 dotter till kung Valdemar Birgersson
- Katarina Birgersdotter, prinsessa c. 1306 dotter till kung Birger Magnusson
- Katarina av Pommern, prinsessa c. 1390 de facto, även dansk och norsk prinsessa, adopterad av drottning Margareta, gift furstinna av Pfalz-Neumarkt
- Katarina Gustavsdotter Vasa, prinsessa 1539 dotter till kung Gustav I, gift furstinna av Ostfriesland
- Katarina Karlsdotter Vasa, prinsessa 1584 dotter till kung Karl IX, gift furstinna av Pfalz-Zweibrücken, stammoder
- Katarina (1594), prinsessa f. & d. 1594, även polsk prinsessa, dotter till kung Sigismund
- Katarina (1596), prinsessa 1596-1597, även polsk prinsessa, dotter till kung Sigismund
- Knut Eriksson, kung c. 1167
- Knut Långe, kung 1229-1234
- Knut Johansson, prins c. 1152 död ung, son till prins Johan Sverkersson den äldre[10]
- Knut, prins död 1205 son till kung Knut Eriksson
- Kol, kung eller tronpretendent c. 1169
- Kristian I, kung 1457, även dansk och norsk kung, född tysk furste (Oldenburg) i ätten Oldenburg
- Kristian II, kung 1520, även dansk och norsk kung, även kallad Kristian Tyrann
- Kristina, drottning och statschef 1632
- Kristina Björnsdotter, drottninggemål 1156 till kung Erik den helige, född prinsessa av Danmark
- Kristina Stigsdotter Hvide, drottninggemål 1163 till kung Karl Sverkersson, född i den danska adelsätten Hvide
- Kristina Abrahamsdotter, drottninggemål 1470 till kung Karl Knutsson (Bonde), sannolikt född i Finland
- Kristina, drottninggemål 1497 till kung Hans, även dansk och norsk, född furstinna av Sachsen i ätten Wettin
- Kristina, drottninggemål 1604 till kung Karl IX, född furstinna av Holstein-Gottorp i ätten Oldenburg
- Kristina Ingesdotter, prinsessa död 1122 dotter till kung Inge den äldre, gift furstinna av Kiev
- Kristina Karlsdotter, prinsessa c. 1166 dotter till kung Karl Sverkersson, nunna
- Kristina, prinsessa död 1252 dotter till kung Sverker den yngre, gift furstinna av Mecklenburg
- Kristina Birgersdotter, prinsessa c. 1242 de facto som dotter till prinsessan Ingeborg Eriksdotter och Birger jarl
- Kristina Tyrgilsdotter, prinsessa 1302-1305 gift med prins Valdemar Magnusson, dotter till Torgils Knutsson
- Kristina Karlsdotter (Bonde), prinsessa 1448 de facto, dotter till kung Karl Knutsson (Bonde), ingift i adelsätten Gyllenstierna
- Kristina av Oldenburg, prinsessa 1521 dotter till kung Kristian II, även dansk & norsk prinsessa, gift furstinna av Lorraine och Milano
- Kristina, prinsessa 1598-1599 dotter till kung Karl IX
- Kristina Augusta, prinsessa 1623–1624, dotter till kung Gustav II Adolf
- Kristina Magdalena av Pfalz-Zweibrücken, prinsessa 1654 som syster till kung Karl X Gustav, gift furstinna av Baden-Durlach
- Christina, prinsessa 1943, syster till kung Carl XVI Gustaf, gift Magnuson
- Kristofer av Bayern, kung 1440, även dansk kung som Kristoffer III och norsk kung, född furste av Pfalz-Neumarkt i ätten Wittelsbach
- Kristofer Vasa, prins f. & d. 1598 (även modern svenska drottningen Anna av Österrike avled), även polsk prins, son till kung Sigismund
- Kvinna av okänt namn, drottninggemål 1061 till kung Stenkil, okänd härstamning, kallad Ingamoder
- Kvinna av okänt namn, drottninggemål c. 1169 till kung Knut Eriksson, möjligen Cecilia och då dotter till Johan Sverkersson den äldre

## L
- Lennart, prins 1909 son till prins Wilhelm, landskapsarkitekt som Lennart Bernadotte
- Leonore, prinsessa 2014 dotter till prinsessan Madeleine
- Lilian, prinsessa 1976, gift med prins Bertil, född i en walesisk släkt Davies
- Louis av Vasa, tronpretendent (potentiell) f. & d. 1832 son till prins Gustav Gustavsson av Wasa, svenskt namn Ludvig
- Louise Mountbatten, drottninggemål 1950 till kung Gustaf VI Adolf, född tysk furstinna (Hessen) i ätten Brabants gren Battenberg namnändrad till Mountbatten
- Louise, prinsessa 1851, även norsk, dotter till kung Karl XV, gift drottning av Danmark, ursprungligen kallad Lovisa
- Lovisa, se även: Louise
- Lovisa Ulrika, drottninggemål 1751 till kung Adolf Fredrik, född prinsessa av Preussen i ätten Hohenzollern
- Lovisa av Nederländerna, drottninggemål 1859 till kung Karl XV, även norsk drottning, född prinsessa av Nederländerna i ätten Oranien-Nassau
- Lovisa av Baden, tronpretendentsgemål 1830-1844 som gift med prins Gustav Gustavsson av Wasa, född prinsessa av Baden
- Ludvig, se även Louis
- Ludvig, prins f. & d. 1583 son till kung Karl IX

## M
- Madeleine, prinsessa 1982 dotter till kung Carl XVI Gustaf
- Maer, se: Helena, drottning c. 1082
- Magdalena Karlsdotter (Bonde), prinsessa 1448 dotter till kung Karl Knutsson (Bonde), gift Tott
- Magnus Nilsson, kung c. 1125, son till kung Inge den äldres dotter, född prins av Danmark
- Magnus Henriksson, kung 1160, kung Inge den äldres barnbarnsbarn, född prins av Danmark
- Magnus Ladulås, kung 1275
- Magnus Eriksson, kung 1319, även norsk kung som Magnus VII
- Magnus Birgersson, prins 1300 och tronföljare, son till kung Birger Magnusson
- Magnus Vasa, prins 1542 son till kung Gustav I
- Margareta, se även Märta
- Margareta, drottning & statschef 1389, även dansk och norsk drottning, född prinsessa av Danmark, där kallad Margrethe I
- Margareta, drottninggemål 1536 till kung Gustav I, född i adelsätten Leijonhufvud
- Margareta Fredkulla, prinsessa död 1130 dotter till kung Inge den äldre, gift dansk och norsk drottning
- Margareta Sverkersdotter, prinsessa 1196 dotter till kung Sverker den yngre, gift furstinna av Rügen
- Margareta Eriksdotter, prinsessa död 1209 dotter till kung Erik den helige, gift drottning av Norge
- Margareta Valdemarsdotter, prinsessa död 1288 dotter till kung Valdemar Birgersson, nunna
- Margareta Karlsdotter (Bonde), prinsessa 1448 dotter till kung Karl Knutsson (Bonde)
- Margareta av Oldenburg, prinsessa 1457 dotter till kung Kristian I, även dansk och norsk prinsessa, gift drottning av Skottland
- Margareta Elisabet, prinsessa 1580-1585 dotter till kung Karl IX
- Margaretha, prinsessa 1899, även norsk prinsessa, dotter till prins Carl, gift prinsessa av Danmark
- Margaret av Connaught, prinsessa 1905 och kronprinsessa, gift med prins Gustaf VI Adolf, född brittisk prinsessa i ätten Wettin (senare kallad Windsor), officiellt svenskt namn Margareta
- Margaretha, prinsessa 1934, syster till kung Carl XVI Gustaf, gift Ambler
- Maria Eleonora, drottninggemål 1620 till kung Gustav II Adolf, född prinsessa av Brandenburg i ätten Hohenzollern
- Maria, gemål till Bogislav IX av Pommern (se denne)
- Maria av Pfalz, prinsessa 1579 och hertiginna, gift med hertig Karl IX, född i ätten Wittelsbach
- Maria, prinsessa 1588-1589, dotter till kung Karl IX
- Maria Elisabet, prinsessa 1596 och hertiginna, dotter till kung Karl IX
- Maria Eufrosyne av Pfalz, prinsessa 1654 som syster till kung Karl X Gustav, gift De la Gardie
- Maria Pavlovna, prinsessa 1908-1914 gift med prins Wilhelm, född storfurstinna av Ryssland
- Marianne Eriksdotter, prinsessa död 1252 dotter till kung Erik Knutsson[10][11], gift furstinna av Pommern, kallad Mariana och Marina
- Marianne, prinsessa c. 1269 dotter till kung Valdemar, gift furstinna av Diepholz[12], även Marina och Mariana
- Märta av Danmark, drottninggemål 1298 till kung Birger Magnusson, född prinsessa av Danmark, ofta kallad Margareta
- Märtha, prinsessa 1901 dotter till prins Carl, även norsk prinsessa, gift kronprinsessa av Norge

## N
- Nicolas, prins 2015 och hertig, son till prinsessan Madeleine

## O
- Olof Skötkonung, kung c. 995
- Olof Eriksson, prins c.1070 son till kung Erik Hedningen (se Håkan Röde)
- Olof, prins 1370 son till kung Håkan Magnusson, även dansk kung som Oluf II och norsk som Olav IV
- Oscar I, kung 1844, även norsk kung, officiellt Oskar I
- Oscar II, kung 1872, även norsk kung, officiellt Oskar II
- Oscar, prins 1859 son till kung Oskar II, även norsk prins
- Oscar, prins 2016 son till kronprinsessan Victoria

## R
- Ragnhild, drottninggemål 1118 till kung Inge den yngre, född i tidiga Bjälboätten (? osäker börd), kallad Sankta Ragnhild
- Ragnvald Knaphövde, kung c. 1125
- Ragnvald Ingesson, prins c. 1100 son till kung Inge den äldre (möjligen samma person som kung Ragnvald)
- Rikardis av Schwerin, drottninggemål 1364 till svenske kungen Albrekt av Mecklenburg, född furstinna av Schwerin i ätten von Hagen
- Rikardis Katarina, prinsessa c. 1371 dotter till svenske kungen Albrekt av Mecklenburg, gift furstinna av Mähren
- Rikissa av Polen, drottninggemål c. 1127 till kung Magnus Nilsson och 1149 till kung Sverker den äldre, född furstinna av Polen i ätten Piast
- Rikissa av Danmark, drottninggemål 1210 till kung Erik Knutsson, född prinsessa av Danmark
- Rikissa Birgersdotter, prinsessa 1238 de facto som dotter till prinsessan Ingeborg Eriksdotter och Birger jarl, gift drottning av Norge m. m.
- Rikissa Valdemarsdotter, prinsessa c. 1267 dotter till kung Valdemar Birgersson, gift furstinna av Polen
- Rikissa Magnusdotter, prinsessa död 1348 dotter till kung Magnus Ladulås, abbedissa
- Rikissa Karlsdotter, prinsessa c. 1448 dotter till kung Karl Knutsson (Bonde)[13], nunna

## S
- Sibylla av Sachsen-Coburg-Gotha, prinsessa 1932, gift med prins Gustaf Adolf, född i ätten Wettin
- Sigismund, kung 1592, även polsk kung som Sigismund III
- Sigrid Storråda, drottninggemål c. 980 till kung Erik Segersäll, (kan ha varit Gunhild), ska ha varit dotter till Skoglar-Toste
- Sigrid Knutsdotter, prinsessa c. 1188 dotter till kung Knut Eriksson, ingift i den tidiga Bjälboätten
- Sigrid Eriksdotter Vasa, prinsessa 1567 dotter till kung Erik XIV, gift 1)Tott 2)Natt-och-Dag
- Sigvard, prins 1907 son till kung Gustaf VI Adolf, formgivare som Sigvard Bernadotte
- Silvia, drottninggemål 1976 till kung Carl XVI Gustaf, född i en tysk släkt Sommerlath
- Sofia Eriksdotter av Danmark, drottninggemål 1260 till kung Valdemar Birgersson, född i Estridska ätten
- Sofia Magdalena av Danmark, drottninggemål 1771 till kung Gustav III, född i ätten Oldenburg
- Sofia av Nassau, drottninggemål 1872 till kung Oskar II, och norsk, född i ätten Oranien-Nassau
- Sofia Eriksdotter, prinsessa c. 1214 dotter till kung Erik Knutsson, gift furstinna av Mecklenburg
- Sofia Vasa, prinsessa 1547 dotter till kung Gustav I, gift furstinna av Sachsen-Lauenburg
- Sofia Albertina, prinsessa 1753, dotter till kung Adolf Fredrik, abbedissa
- Sofia, prinsessa 1801 dotter till kung Gustav IV Adolf, gift furstinna av Baden
- Sofia, prinsessa 2015, gift med prins Carl Philip, född Hellqvist
- Sten, prins 1546-1547 son till kung Gustav I
- Stenkil, kung 1061
- Styrbjörn Starke, prins död c. 985, brorson till kung Erik Segersäll, förnamnet tolkat som Björn den stridslystne och starke
- Sune,[14][15] prins c. 1140, kallad Sune Sik
- Sven, kung runt 1085, kallad Blot-Sven (Sven som firade blodoffer)
- Sverker den äldre, kung 1130, även kallad Sverker den gamle
- Sverker den yngre, kung 1196

## T
- Teresia av Sachsen-Altenburg, prinsessa 1864, även norsk prinsessa, gift med prins August, född i ätten Wettin
- Tyri Haraldsdotter, prinsessa 900-talet gift med Styrbjörn starke, dotter till danske kungen Harald Blåtand, senare norsk drottninggemål

## U
- Ulf eller Ubbe, son till Johan Sverkersson den äldre
- Ulrik, prins 1684 son till kung Karl XI
- Ulrika Eleonora, drottning och statschef 1718, gift med kung Fredrik I
- Ulrika Eleonora av Danmark, drottninggemål 1680 till kung Karl XI, född i ätten Oldenburg
- Ulvhild Håkansdotter, drottninggemål c. 1120 till kung Inge den yngre och c. 1134 till kung Sverker den äldre, född i den norska stormannaätten Thjotta

## V W
- Valdemar Birgersson, kung 1250
- Valdemar Magnusson, prins död 1318 son till kung Magnus Ladulås
- Victoria av Baden, drottninggemål 1907 till kung Gustaf V, född i ätten Zähringen, officiellt namn Viktoria
- Victoria, kronprinsessa 1977 dotter till kung Carl XVI Gustaf
- Wilhelm, prins 1884 son till kung Gustaf V, även norsk prins, konstnär och författare som Prins Wilhelm
- Wilhelmina, se Fredrika
- Vladislav, prins 1595 son till kung Sigismund, även polsk prins och kung som Vladislav IV